# Thamnaconus hypargyreus
Thamnaconus hypargyreus is een straalvinnige vissensoort uit de familie van vijlvissen (Monacanthidae). De wetenschappelijke naam van de soort is voor het eerst geldig gepubliceerd in 1871 door Cope.